# الجامعة الملكية البريطانية (أربيل)
الجامعة الملكية البريطانية كانت جامعة أهلية مقرها في مدينة أربيل في إقليم كردستان، العراق.
تأسست الجامعة في عام 2009، وكانت تمتلكها عائلة محمد سعيد حسن الحيالي. هذه العائلة تمتلك حاليا جامعة بيان في أربيل.
حلت الجامعة عام 2011 بسبب تسميتها.

## الكليات والأقسام
كانت الجامعة تضم الكليات والأقسام التالية:
- كلية طب الأسنان[2]
- كلية الطب البشري[2]
- كلية الصيدلة
- كلية الهندسة
  - قسم الهندسة المعمارية
  - قسم الهندسة المدنية
  - قسم هندسة الاتصالات
  - قسم هندسة الحاسوب
  - قسم هندسة النفط
- كلية تكنولوجيا المعلومات
  - قسم نظم المعلومات الحاسوبية
  - قسم علم الحاسبات
  - قسم نظم المعلومات الإدارية
  - قسم هندسة البرمجيات
- كلية الإدارة والاقتصاد
  - قسم الإدارة الدولية
  - قسم التسويق
  - قسم إدارة البنوك
  - السياحة
  - الإدارة المحاسبية
- كلية اللغات
  - قسم اللغة الإنكليزية
  - الترجمة الإنكليزية
- كلية القانون
  - القانون الدولي
  - القانون التجاري

## إلغاء الجامعة
أوقفت وزارة التعليم العالي والبحث العملي اعترافها بالجامعة بسبب الاسم غير الملائم قانونيا والذي يؤدي إلى سوء فهم الطلبة والرأي العام، كما أن النظام والبرنامج الذي تنتهجه لا علاقة له ببرنامج الجامعة الملكية البريطانية، ولذلك تمت الدعوة لتغيير اسم الجامعة، إلا أنها لم تلتزم بقرار الوزارة بهذا الشأن.

## جامعة بيان
أسست عائلة محمد سعيد حسن الحيالي التي كانت تمتلك الجامعة الملكية البريطانية في عام 2013 جامعة بيان في أربيل.

## الموقع الرسمي
- الموقع الرسمي